# Pascale Noa Bercovitch

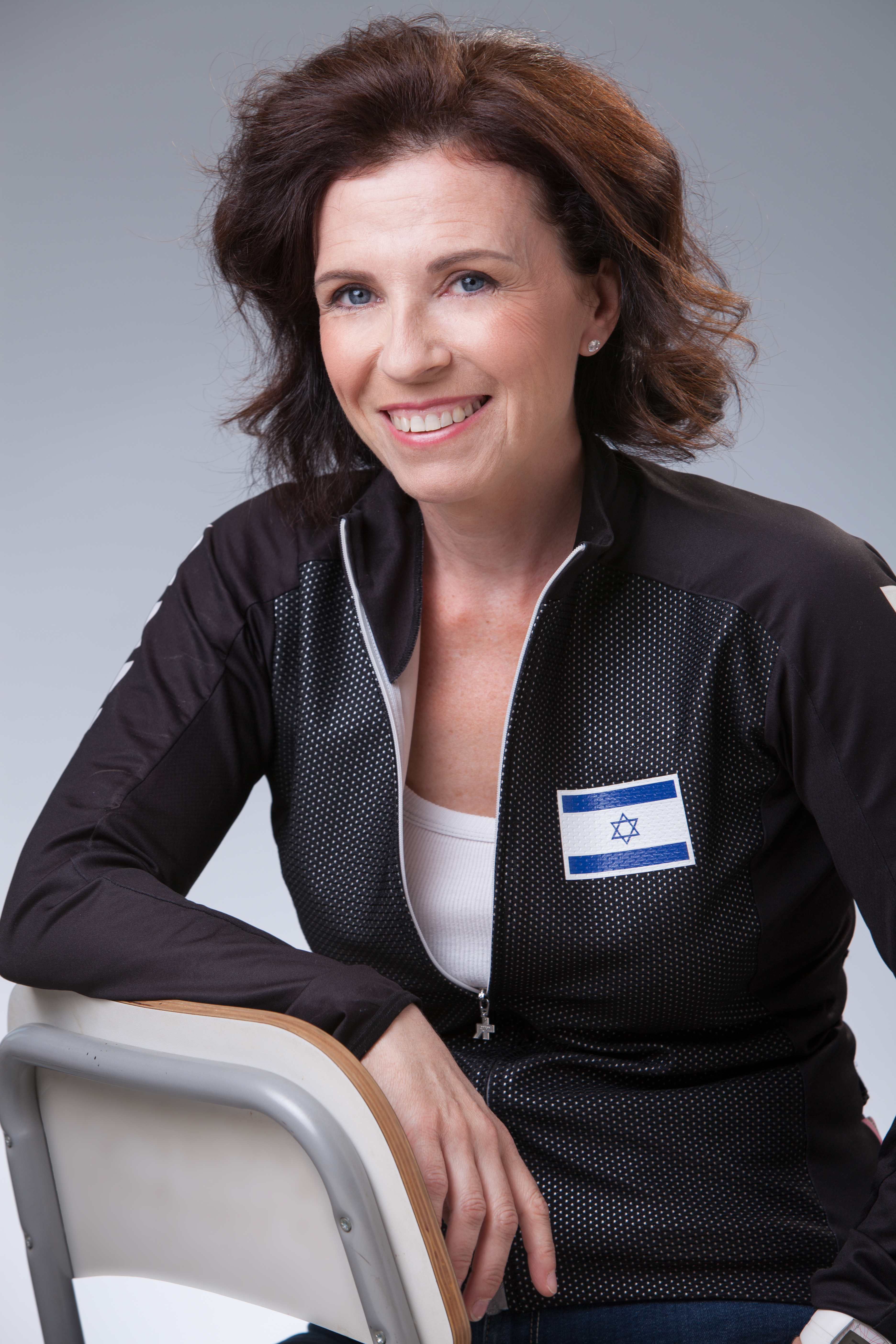

Pascale Noa Bercovitch (hebräisch פסקל נועה ברקוביץ'; geboren 1967) ist eine französisch-israelische Fernsehjournalistin, Autorin und Sportlerin, die vor allem mit ihrem Buch Das Lächeln des Delphins bekannt wurde und mehrfach in unterschiedlichen Sportarten bei den Paralympics antrat.

## Leben und Werk
Bercovitch wuchs in einer jüdischen Familie in Frankreich auf. Im Alter von siebzehn Jahren verlor sie bei einem Zugunfall beide Beine. Sie legte ihr Abitur im Krankenhaus ab und wanderte einen Monat später nach Israel aus. Dort trat sie in die Armee ein. Sie trug zu diesem Zeitpunkt Beinprothesen. In der Folge studierte sie in Haife Geschichte und Psychologie. Sie begann nach dem Studium als Fernsehjournalistin zu arbeiten und drehte in dieser Funktion unter anderem einen Dokumentarfilm Three-Hundredths of a Second über die israelische Nationalmannschaft der Schwimmer bei den Paralympics in Sydney 2000. Sie arbeitete als Fernsehjournalistin unter anderem für die Deutsche Welle. Da sie über einen französischen Pass verfügt, konnte sie in ihrem Beruf auch arabische Länder bereisen.
1999 erschien ihr literarisches Debüt, Das Lächeln des Delphins. Das Buch wurde aus der Originalsprache Französisch in zahlreiche Sprachen übersetzt und schaffte es in die internationalen Bestsellerlisten. Das Buch erzählt die Geschichte des gehörlosen Beduinenjungen Abid'allah und seiner Beziehung zu einem weiblichen Delfin, den er Oline nennt. Das Buch ist nach einer wahren Begebenheit erzählt. Auch Pascale Noa Bercovitchs zweites Buch erzählt Geschichten über Tiere, die auf Erlebnissen der Autorin basieren.
Pascale Noa Bercovitch engagiert sich sozial. Sie ist unter anderem für die israelische Armee bei der Unterstützung von amputierten Soldaten tätig und unternahm eine Wanderung mit drogenabhängigen Jugendlichen in der Negev. Dabei verzichtete sie aufgrund des Sandes auf ihren Rollstuhl und schnallte sich Ledermanschetten an die Oberschenkelstümpfe.
Pascale Noa Bercovitch ist politisch aktiv und kandidierte unter anderem für die israelische grüne Partei für die Knesset.

## Sportliche Karriere
Sie begann mit 10 Jahren Gymnastik zu trainieren und trat später auch bei Wettbewerben an. Sie begann auch mit dem Tanzen. Durch ihren Unfall konnte sie diese Sportarten nicht weiter fortführen. Im Rahmen ihrer Rehabilitation begann sie mit dem Schwimmsport. Sie wurde 1992 eingeladen an den Paralympics in Barcelona teilzunehmen. Dieser Einladung konnte sie aus finanziellen Gründen nicht Folge leisten.  Bei den Paralympics 2008 in Peking war sie mit der israelischen Nationalmannschaft der Ruderer angetreten. Sie belegte einen achten Platz. 2012 startete Pascale Noa Bercovitch bei den paralympischen Sommerspielen in London als Rennradlerin. Sie belegte einen sechsten Platz. 2016 in Rio de Janeiro trat sie als Kanutin an und 2021 in Tokio im Kajaksport.

## Veröffentlichungen
- Das Lächeln des Delphins: die Geschichte einer wunderbaren Freundschaft. Aus dem Französischen von Claudia Steinitz, Ullstein Verlag, München 2000, ISBN 978-3-550-07107-2
- Die Botschaft der Tiere: wie sie unser Leben bereichern. Aus dem Französischen von Claudia Steinitz, Ullstein Verlag, München 2001, ISBN 978-3-550-07149-2